# Кокс, Сэмми
Сэ́мюэл Ри́чмонд Ко́кс (англ. Samuel Richmond Cox; 13 апреля 1924, Дарвел, Айршир — 2 августа 2015, Стратфорд, Онтарио) — шотландский футболист, известен по выступлениям за «Рейнджерс», с которым выиграл ряд национальных титулов.

## Биография

### Клубная карьера
Во время Второй мировой войны Кокс играл в региональных соревнованиях за «Куинз Парк», «Терд Ланарк» и «Данди». За «Данди» Кокс сыграл в чемпионате страны сезона 1945/46 32 матча, но турнир не был признан официальным, поскольку многие футболисты находились в армии на военной службе.
Летом 1946 года Кокс перешёл в «Рейнджерс». В составе «Рейнджерс» он сыграл во всех турнирах 370 матчей, выиграл четыре чемпионских титула, 4 Кубка Шотландии и 2 Кубка шотландской лиги.
В 1956 году Кокс перешёл в «Ист Файф», в котором отыграл два сезона, сыграв 60 матчей и забив один мяч. По окончании сезона 1957/58 переехал в Канаду, где играл за клубы Канадской футбольной лиги «Торонто Ольстер Юнайтед» и «Торонто Спарта» и был играющим тренером в «Стратфорд Фишерс».

### Карьера в сборной
Кокс дебютировал за сборную Шотландии 23 мая 1948 года в матче со сборной Франции; тот матч закончился победой французов со счётом 3:0. Всего за сборную Шотландии сыграл 25 матчей, в которых не забил ни одного мяча.

### Смерть
Скончался 2 августа 2015 года в доме престарелых города Стратфорда (Онтарио) в возрасте 91 года.

## Достижения
«Рейнджерс»
- Чемпион Шотландии (4): 1946/47, 1948/49, 1949/50, 1952/53
- Обладатель Кубка Шотландии (4): 1947/48, 1948/49, 1949/50, 1952/53
- Обладатель Кубка шотландской лиги (2): 1946/47, 1948/49